# Tell Me Why
Tell Me Why (englisch für: Sag mir warum) ist ein Lied der britischen Band The Beatles, das 1964 auf ihrem dritten Album A Hard Day’s Night veröffentlicht wurde. Komponiert wurde es von John Lennon und Paul McCartney und unter der Autorenangabe Lennon/McCartney veröffentlicht.

## Hintergrund
Tell Me Why wurde von Lennon und McCartney für den Film A Hard Day’s Night komponiert. Die hauptsächlichen musikalischen Ideen stammen von John Lennon. Im Film wird das Lied vor 350 lautstarken Fans im Scala Theatre in London im Playbackverfahren dargeboten. Die Filmsequenz wurde am 31. März 1964 gedreht.
Tell Me Why wurde nicht in das Live-Repertoire der Gruppe im Jahr 1964 aufgenommen.

## Aufnahme
Tell Me Why wurde am 27. Februar 1964 in den Londoner Abbey Road Studios (Studio 2) mit dem Produzenten George Martin aufgenommen. Norman Smith war der Toningenieur der Aufnahmen. Die Band nahm insgesamt acht Takes auf, wobei auch der achte Take für die finale Version verwendet wurde.
Die Abmischung des Liedes erfolgte am 3. März 1964 in Mono und am 22. Juni 1964 in Stereo. Der Gesang von John Lennon wurde in der Stereoversion gedoppelt, nicht so in der Monoversion.
Neben Tell Me Why wurde am 27. Februar 1964 noch If I Fell eingespielt.
Besetzung
- John Lennon: Rhythmusgitarre, Gesang
- Paul McCartney: Bass, Hintergrundgesang
- George Harrison: Leadgitarre, Hintergrundgesang
- Ringo Starr: Schlagzeug

## Veröffentlichungen
- In den USA wurde Tell Me Why auf dem dortigen vierten Album A Hard Day’s Night am 26. Juni 1964 sowie am 20. Juli 1964 auf dem Album Something New veröffentlicht.
- Am 9. Juli 1964 erschien in Deutschland das vierte Beatles-Album A Hard Day’s Night, hier hatte es den Titel: Yeah! Yeah! Yeah! A Hard Day’s Night, auf dem Tell Me Why enthalten ist. In Großbritannien wurde das Album am 10. Juli 1964 veröffentlicht, dort war es das dritte Beatles-Album.
- Am 3. September 1964 wurde in Deutschland die Single Tell Me Why / If I Fell veröffentlicht, wobei die B-Seite sich separat auf Platz 25 der deutschen Charts platzieren konnte.
- Ebenfalls im September 1964 wurde in Großbritannien die Single If I Fell / Tell Me Why (Katalognummer: Parlophone DP 562) für den Export gepresst.[2]
- In Deutschland erschien im Oktober 1964 die EP The Beatles’ Voice, auf der sich Tell Me Why befindet.
- In Großbritannien wurde am 4. November 1964 die EP Extracts from the Film A Hard Day’s Night veröffentlicht, auf der sich ebenfalls Tell Me Why befindet.

## Coverversionen
- Beach Boys – Beach Boys’ Party!
- April Wine – Power Play [3]